# 何藻翔
何藻翔（1865年—1930年），初名國炎，字翽高、梅夏，号溥廷，晚号邹崖逋者，廣東廣州府順德縣（今廣東省順德縣）人，清末民初官员。

## 生平
光緒八年，顺天府鄉試中舉；光緒十八年，登進士，后以主事分部學習。光緒十九年，任兵部武選司幫總辦。光緒二十六年，任總理各國事務衙門章京。光緒三十四年，任外務部考工司主事。宣統二年，任外務部員外郎、資政院議員。民國四年，任廣東通志局總纂；次年改廣東全省保衛團總局長。民國六年，任廣州醫學學習館館長。后赴香港任教，最後在香港過世。